# Fred sjunger Bellman
Fred sjunger Bellman är ett studioalbum av vissångaren Fred Åkerström, utgivet i juli 1969 på skivbolaget Metronome. På albumet tolkar Åkerström Carl Michael Bellman.
Fred sjunger Bellman producerades av Ulf Anderson och var därmed det första albumet av Åkerström som inte producerades av Anders Burman. Inspelningen ägde rum i Metronomes studio i Stockholm 7–9 januari och 23 juni 1969. Tekniker var Rune Persson. Sångerna arrangerades för orkester av Hans Wahlgren som även dirigerade. Fotograf var Bengt H. Malmqvist och albumet formgavs och illustrerades av Sid Jansson. Albumet utkom i en nyutgåva både på CD och LP 1990.

## Innehåll

### LP
Sida A
1. "Fader Berg i Hornet stöter" (epistel nr. 3)
2. "Ack du min moder" (epistel nr. 23)
3. "Kära syster mig nu" (epistel nr. 24)
4. "Drick ur ditt glas" (epistel nr. 30)
5. "Ack vad för en usel koja" (epistel nr. 34)

Sida B
1. "Bröderna fara väl vilse ibland" (epistel nr. 35)
2. "Movitz blåste en konsert" (epistel nr. 51)
3. "Se dansmästarn" (epistel nr. 69)
4. "Liksom en herdinna" (epistel nr. 80)
5. "Märk hur vår skugga" (epistel nr. 81)

### CD
1. "Fader Berg i Hornet stöter" (epistel nr. 3)
2. "Ack du min moder" (epistel nr. 23)
3. "Kära syster mig nu" (epistel nr. 24)
4. "Drick ur ditt glas" (epistel nr. 30)
5. "Ack vad för en usel koja" (epistel nr. 34)
6. "Bröderna fara väl vilse ibland" (epistel nr. 35)
7. "Movitz blåste en konsert" (epistel nr. 51)
8. "Se dansmästarn" (epistel nr. 69)
9. "Liksom en herdinna" (epistel nr. 80)
10. "Märk hur vår skugga" (epistel nr. 81)

## Medverkande
- Ulf Anderson – producent
- Rune Persson – tekniker
- Hans Wahlgren – arrangör, dirigent
- Fred Åkerström – sång